# لوکا والدشمیت
لوکا والدشمیت (آلمانی: Luca Waldschmidt؛ زادهٔ ۱۹ مهٔ ۱۹۹۶) بازیکن فوتبال اهل آلمان است.
از باشگاه‌هایی که در آن بازی کرده‌است می‌توان به باشگاه فوتبال آینتراخت فرانکفورت اشاره کرد.
وی همچنین در تیم جوانان آلمان و تیم ملی فوتبال آلمان بازی کرده‌است.